# حسین زهی
طایفه  بزرگ حسین زهی.
طایفه حسین زهی 

## جمعیت
بر پایه سرشماری عمومی نفوس و مسکن در سال ۱۳۹۵، جمعیت این  طایفه حسین زهی ۲۸۰۰۰۰ هزار نفر است.